# U-1054
Unterseeboot 1054 foi um submarino alemão do Tipo VIIC, pertencente a Kriegsmarine que atuou durante a Segunda Guerra Mundial.

## Comandantes
| Comandante                | Data                                         |
| ------------------------- | -------------------------------------------- |
| Kptlt. Wolfgang Riekeberg | 25 de março de 1944 - 16 de setembro de 1944 |

## Subordinação
Durante o seu tempo de serviço, esteve subordinado às seguintes flotilhas:
| Período                                      | Flotilha                                |
| -------------------------------------------- | --------------------------------------- |
| 25 de março de 1944 - 16 de setembro de 1944 | 5. Unterseebootsflottille (treinamento) |